# Fylgien
Fylgien (* 1980) ist das Pseudonym des deutschen, rechtsextremen Liedermachers Sebastian Döhring  aus Berlin. Er tritt auch gelegentlich als Germanischer Geist auf.

## Hintergrund
Fylgien wurde zunächst als Duo gegründet. Das Debütalbum Lang’ genug gebeugt erschien 2006 auf Pühses Liste. Am 5. August 2006 folgte ein erster großer Auftritt auf dem Pressefest der Deutschen Stimme am 5. August 2006 in Pappritz (Dresden) vor 7.000  Besuchern. Nachdem sich das Duo trennte, benutzt Döhring das Pseudonym alleine. 2009 erschien ein zweites Album und 2011 das bis dato letzte, die Eigenproduktion Mein Glaube heißt Deutschland. Ein Livealbum mit Auftritten der Liedermacher Jan Peter, Sten (Frontalkraft) und Fylgien wurde Ende 2009 bei einem Liederabend in Brandenburg mitgeschnitten und als CD veröffentlicht. Das Album Mein Glaube heißt Deutschland wurde 2011 unter anderem wegen Kriegsverherrlichung von der Bundesprüfstelle für jugendgefährdende Medien (BPjM) indiziert.
Sebastian Döhring ist Parteimitglied der NPD und kandidierte am 18. September 2011 für einen Sitz im Berliner Abgeordnetenhaus. Er beteiligte sich außerdem an der Schulhof-CD der NPD 2011. Der Liedermacher tritt aber nicht nur bei Auftritten im Umfeld der NPD auf. Unter anderem  spielte er bei einer Demonstration des „Bündnis Zukunft Hildburghausen“ (BZH) und der Deutschen Volksunion am 24. Juli 2010 in Hildburghausen unter dem Motto „Wir wollen keine Asylantenheime!“ auf.

## Diskografie
- unbekanntes Jahr: Unsere Väter (Demo, Eigenproduktion)
- 2006: Lang’ genug gebeugt (Pühses Liste)
- 2009: Germania (Wearwolf Records)
- 2010: SOLIDARITÄT! – Liederabend in Brandenburg (Rebel Records, zusammen mit Jan Peter und Sten)
- 2011: Mein Glaube heißt Deutschland (Eigenproduktion, indiziert)[1]
- 2013: Europa in Scherben... (Eigenproduktion)
- 2020:  Seelenerwachen  (Eigenproduktion)